# Deutsche Ärzteversicherung
Die Deutsche Ärzteversicherung AG ist ein Lebensversicherer mit Fokus auf die akademischen Heilberufe in Deutschland. Es handelt sich um eine Tochtergesellschaft der AXA Konzern AG, Deutschland. 

## Geschäftstätigkeit
Die Deutsche Ärzteversicherung AG bietet spezifische Absicherungs- und Vorsorgeprodukte ausschließlich für die akademischen Heilberufe an. Sie versteht sich selbst als Begleiter in Sachen Sicherheit und Finanzen durch alle Berufs- und Lebensphasen von Ärzten, Zahnärzte, Tierärzte, Apothekern und Psychotherapeuten. Hierzu entwickelt das Unternehmen, unter Einbeziehung der Standesvertreter der o. g. Berufe, Versicherungs- und Vorsorgelösungen im Bereich Lebensversicherungen. Als Hauptversicherungen werden Lebensversicherungen mit Kapitalzahlung, Rentenversicherungen und selbstständige Berufsunfähigkeitsversicherungen vertrieben. Das ist das Kerngeschäft der 1881 gegründeten Versicherungsgesellschaft, die sich selbst als Standesversicherer für die akademischen Heilberufe bezeichnet. Dabei ist die Deutsche Ärzteversicherung nicht mit den berufsständischen Versorgungswerken für Ärzte zu verwechseln.

## Geschichte
Die Deutsche Ärzteversicherung wurde 1881 in Berlin als Central Hilfskasse für die Ärzte Deutschlands gegründet. Um das Jahr 1900 wechselte der Name in Versicherungskasse für die Ärzte Deutschlands. Im Jahr 1928 gab sich die Gesellschaft ihren heutigen Namen Deutsche Ärzteversicherung. Unter den Gründungsvätern befanden sich u. a. Adolph Abarbanell, Ernst von Leyden sowie der spätere Nobelpreisträger Robert Koch, der viele Jahre als stellvertretender Aufsichtsratsvorsitzender für das Unternehmen tätig war.
Die Zusammenarbeit mit den Ärztekammern begann 1925. Den Mitgliedern der Kammern wurden Versicherungsverträge (Gruppenverträge) zu besonderen arztspezifischen Konditionen angeboten. Ein Bestandsübernahmevertrag mit der Concordia Lebensversicherungs-AG, später Colonia Lebensversicherung AG wurde 1955 geschlossen. Die Deutsche Ärzteversicherung wurde als Zweigniederlassung in Berlin geführt. Im selben Jahr nahm der Beirat seine Arbeit auf.
Im Jahr 1964 schloss die Deutsche Ärzteversicherung den ersten Empfehlungsvertrag mit einem ärztlichen Berufsverband. Zwei Jahre darauf beschloss die Deutsche Ärzteversicherung, mit den berufsständischen Versorgungswerken vertraglich zusammenzuarbeiten.
Die Deutsche Ärzteversicherung Allgemeine Versicherungs-AG für arztspezifische Sachversicherungen wurde 1987 gegründet. Sie wird heute als Zweigniederlassung der AXA Versicherung geführt. Im Jahr 1996 wurde die Deutsche Ärzteversicherung in der Lebens- und Rentenversicherung als eigenständige Tochtergesellschaft in Form einer Aktiengesellschaft in der AXA Gruppe rechtlich verselbständigt. Zur exklusiven Vermittlung der eigenen Versicherungs- und Finanzprodukte wurde 1991 der Finanzvertrieb Deutsche Ärzteversicherung Vermittlungs- und Finanzberatungs-AG gegründet, der im Jahr 2002 in Deutsche Ärzte Finanz Beratungs- und Vermittlungs-AG umbenannt wurde.
Seit 1997 kooperiert die Deutsche Ärzteversicherung bundesweit mit der Deutschen Apotheker- und Ärztebank und mit der Apo Asset Management GmbH.
2002 wurde unter dem Schlagwort „GesundheitsRente“ mit den ärztlichen/zahnärztlichen Tarifparteien (AAA/AAZ und Verband medizinischer Fachberufe) ein Kooperationsvertrag zur betrieblichen Altersvorsorge für Gesundheitsberufe unterzeichnet. Gemeinsam mit zwölf Landesärztekammern führte die Deutsche Ärzteversicherung im Jahr 2003 MedProtect, die Rahmenvereinbarung zur Berufshaftpflichtversicherung, im Markt ein. Inzwischen gilt dieser Rahmenvertrag in allen Landesärztekammern und steht somit grundsätzlich allen Kammermitgliedern in Deutschland offen.
Im Jahr 2008 entwickelte sie gemeinsam mit der Bundeszahnärztekammer DentProtect, den Rahmenvertrag zur Berufshaftpflichtversicherung für Zahnmediziner. Im selben Jahr trat die Deutsche Ärzteversicherung dem Konsortium KlinikRente bei.
Die Deutsche Ärzteversicherung ist Stifterin des „Hufeland-Preises“, der im Jahr 1959 erstmals ausgeschrieben wurde.

## Aufsichtsrat
- Dr. Thilo Schumacher, Vorsitzender des Aufsichtsrats; Vorsitzender des Vorstandes der AXA Konzern AG
- Dr. Klaus Reinhardt, 1. stellv. Vorsitzender; Präsident der Bundesärztekammer, Bundesvorsitzender des Hartmannbundes
- Matthias Schellenberg, 2. stellv. Vorsitzender, Vorsitzender des Vorstandes der Deutschen Apotheker- und Ärztebank eG
- Dr. Peter Engel, ehem. Präsident der Bundeszahnärztekammer

## Vorstandsvorsitzende
- 2000–2009: Gernot Schlösser
- 2010–2013: Jörg Arnold
- seit 2014: Timmy Klebb

## Beirat – Kundenschutz
Im Beirat der Deutschen Ärzteversicherung sitzen Ärzte, Zahnärzte, Tierärzte und Apotheker.
Die Aufgaben des Beirats sind die Beratung des Vorstandes, die Wahrung der Interessen der Kunden, die Unterstützung bei Meinungsverschiedenheiten im Leistungsfall sowie die Beratung bei der Entwicklung von Produkten. Dem unabhängigen Urteil des Beirates ist die Deutsche Ärzteversicherung bislang stets gefolgt. Allerdings stellt dieses Urteil im Leistungsfall lediglich eine Empfehlung dar. Rechtssicherheit erlangen Versicherte nur dadurch, dass sie sich an den Ombudsmann wenden.